# Stazione di Bruxelles-Luxembourg
La stazione di Bruxelles-Lussemburgo (francese: Gare de Bruxelles-Luxembourg; olandese: Station Brussel-Luxemburg), precedentemente conosciuta come "Bruxelles Quartier-Léopold", è una stazione ferroviaria belga sulla Linea 161 da Schaerbeek a Namur ed è servita dai treni InterCity (IC) , quelli delle ore di punta (P) e quelli suburbani (S).

## Storia
La stazione originale, progettata dall'architetto Gustave Saintenoy, è entrata in servizio il 23 agosto 1854 con la denominazione di stazione "Quartier Léopold" ad opera della Grande Compagnie du Luxembourg quando aprì al servizio il primo tratto della linea Bruxelles-Lussemburgo, inaugurata integralmente nel 1858.
Precedentemente alla realizzazione della stazione, nel 1838 vennero avviati i lavori di costruzione del quartiere Léopold, progettato dall'architetto Tilman-François Suys. Nel 1846, con decreto reale, venne data in concessione ad una società inglese, la Grande Compagnie du Luxembourg, la realizzazione di una linea ferroviaria per collegare Bruxelles al Granducato di Lussemburgo.
L'architetto Gustave Saintenoy non riuscì a realizzare completamente il suo progetto a causa di irregolarità nella gestione della Grande Compagnie du Luxembourg che causarono problemi finanziari e anche legali: l'architetto aveva immaginato delle ali per il suo edificio centrale, ma queste non furono mai costruite.
La stazione venne nazionalizzata nel 1873 dalla Compagnia Ferroviaria Nazionale Belga (SNCB).
Nel 1990 l'edificio della stazione fu minacciato dalla costruzione dell'Espace Léopold, un complesso di edifici del Parlamento europeo a Bruxelles. l'edificio è stato salvato dalla demolizione grazie alla classificazione come monumento storico il 21 novembre 1991, integrato nell'Espace Léopold e trasformato in un ufficio informazioni del Parlamento europeo e in una sede espositiva. Nel corso degli anni novanta i vecchi binari, situati più in basso rispetto a Place du Luxembourg e sormontati da pensiline in stile Novecento, vennero smantellati per consentire la creazione di una nuova stazione della metropolitana.
Dopo cinque anni di lavori, per un costo di 45 milioni di euro, la nuova stazione, ribattezzata ufficialmente il 28 maggio 2000 "Stazione di Bruxelles-Luxembourg", è stata inaugurata il 14 gennaio 2009.

## Strutture e impianti
L'ingresso della stazione è a poche decine di metri dal vecchio edificio passeggeri. La stazione, aperta tutti i giorni, è dotata di biglietterie, macchine automatiche per l'acquisto di biglietti di trasporto e di armadietto automatico per i bagagli. Strutture, attrezzature e un servizio sono a disposizione delle persone con mobilità ridotta. Presso la stazione è allestito un buffet, accessibile nei giorni feriali. La stazione dispone di sei binari di transito.

## Traffico
A 500 metri dalla stazione si trova la stazione della Metropolitana Trône/Troon, dove transitano le linee 2 e 6 della Metropolitana di Bruxelles. Dieci linee di autobus fermano anche alla stazione ferroviaria di Bruxelles-Lussemburgo, due delle quali hanno il loro capolinea alla stazione. Nella stazione fermano i treni Intercity e della S-Bahn di Bruxelles.
| Linea | Percorso | Frequenza Lunedi–Venerdi                                     | Frequenza Sabato, Domenica          |
| ----- | --- | ------------------------------------------------------------ | ----------------------------------- |
| IC 16 | Bruxelles Sud – Bruxelles Centrale – Bruxelles Nord – Bruxelles Schuman – Bruxelles Luxembourg – Ottignies – Namur – Arlon – Lussemburgo                          | 60 min                                                       | 60 min                              |
| IC 17 | (Aeroporto Bruxelles-Zaventem – o Bruxelles Sud –) Bruxelles Schuman – Bruxelles Luxembourg – Ottignies – Namur – Dinant                                          | 60 min Aeroporto Bruxelles-Zaventem – Dinant                 | 60 min Bruxelles Sud – Dinant       |
| IC 18 | Liegi-Saint-Lambert – Liège-Guillemins – Huy – Namur – Ottignies – Bruxelles Luxembourg – Bruxelles Schuman – Bruxelles Nord – Bruxelles Centrale – Bruxelles Sud | 60 min                                                       | –                                   |
| IC 27 | (Charleroi-Sud – Nivelles –) Braine-l'Alleud – Bruxelles Schuman – Bruxelles Luxembourg – Aeroporto Bruxelles-Zaventem (– Lovanio)                                | 60 min Charleroi–Aeroporto Bruxelles-Zaventem                | 60 min Braine-l'Alleud–Lovanio      |
| S 4   | Aalst – Denderleeuw – Jette – Bruxelles Schuman – Bruxelles Luxembourg – Bruxelles-Mérode – Vilvoorde                                                             | 60 min                                                       | –                                   |
| S 5   | Mechelen – Bruxelles Schuman – Bruxelles Luxembourg – Halle (– Edingen [– Geraardsbergen viaggi individuali])                                                     | 30 min per Halle, ogni due corse per Edingen/Geraardsbergen  | 60 min soltanto Mechelen–Halle      |
| S 8   | Bruxelles Sud – Bruxelles Centrale – Bruxelles Nord – Bruxelles Schuman – Bruxelles Luxembourg – Ottignies (– Louvain-la-Neuve)                                   | 30 min fino a Ottignies, ogni due corse per Louvain-la-Neuve | 30 min soltanto Bruxelles–Ottignies |
| S 9   | Lovanio – Zaventem – Bruxelles Luxembourg – Bruxelles Schuman – Braine-l'Alleud                                                                                   | 60 min                                                       | –                                   |
| S 81  | Schaerbeek/Schaarbeek – Bruxelles Schuman – Bruxelles Luxembourg – Ottignies                                                                                      | 3 corse/giornaliere                                          |                                     |